# اکسل دانوالد-متزلر
اکسل دانوالد-متزلر (انگلیسی: Axel Dünnwald-Metzler; ۹ دسامبر ۱۹۳۹ – ۶ آوریل ۲۰۰۴) بازیکن فوتبال اهل آلمان بود.